# Humboldt-Box

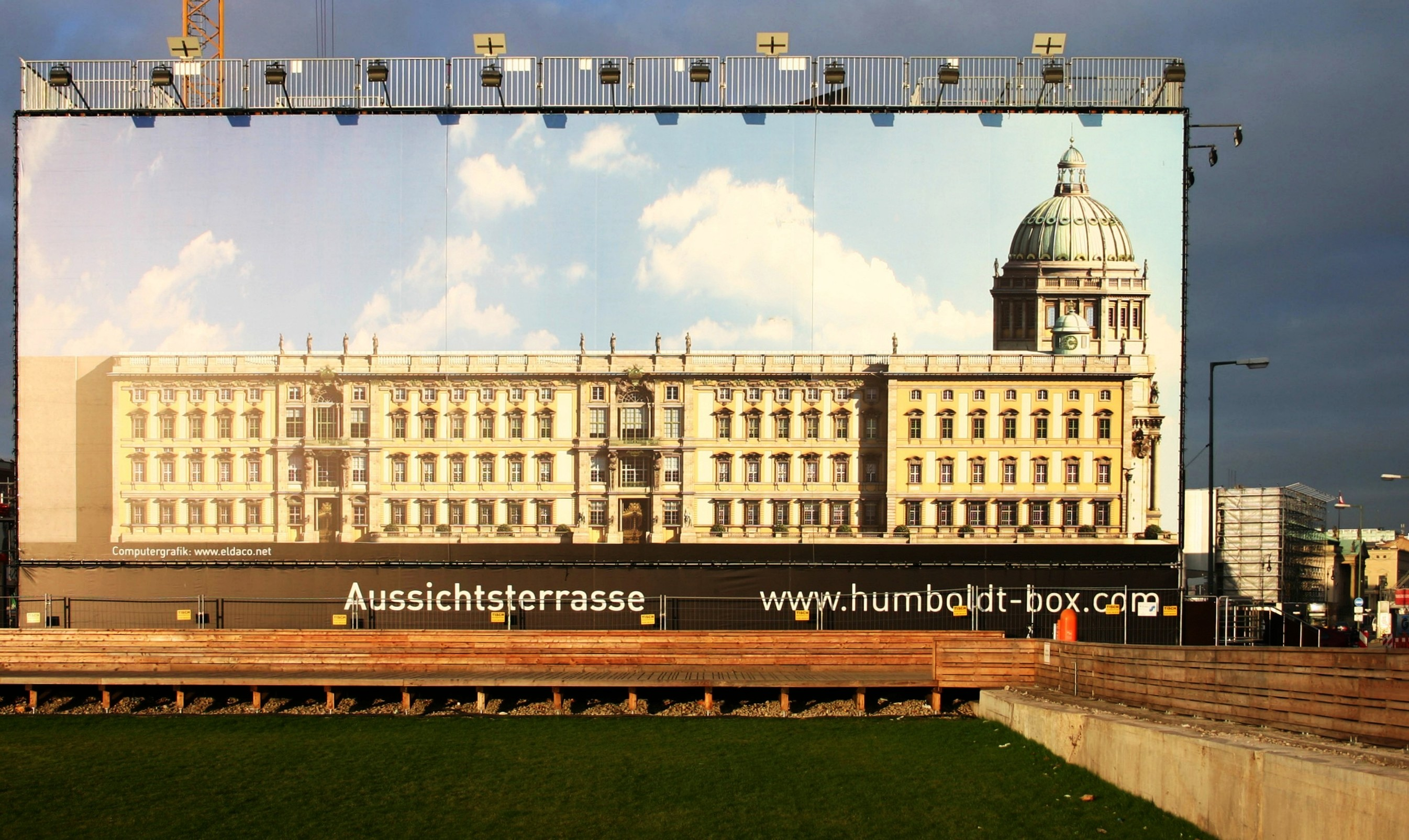
Das Baugerüst für den Rohbau der Humboldt-Box wurde anfänglich mit einer Computergrafik des Berliner Stadtschlosses verdeckt, 9. April 2010

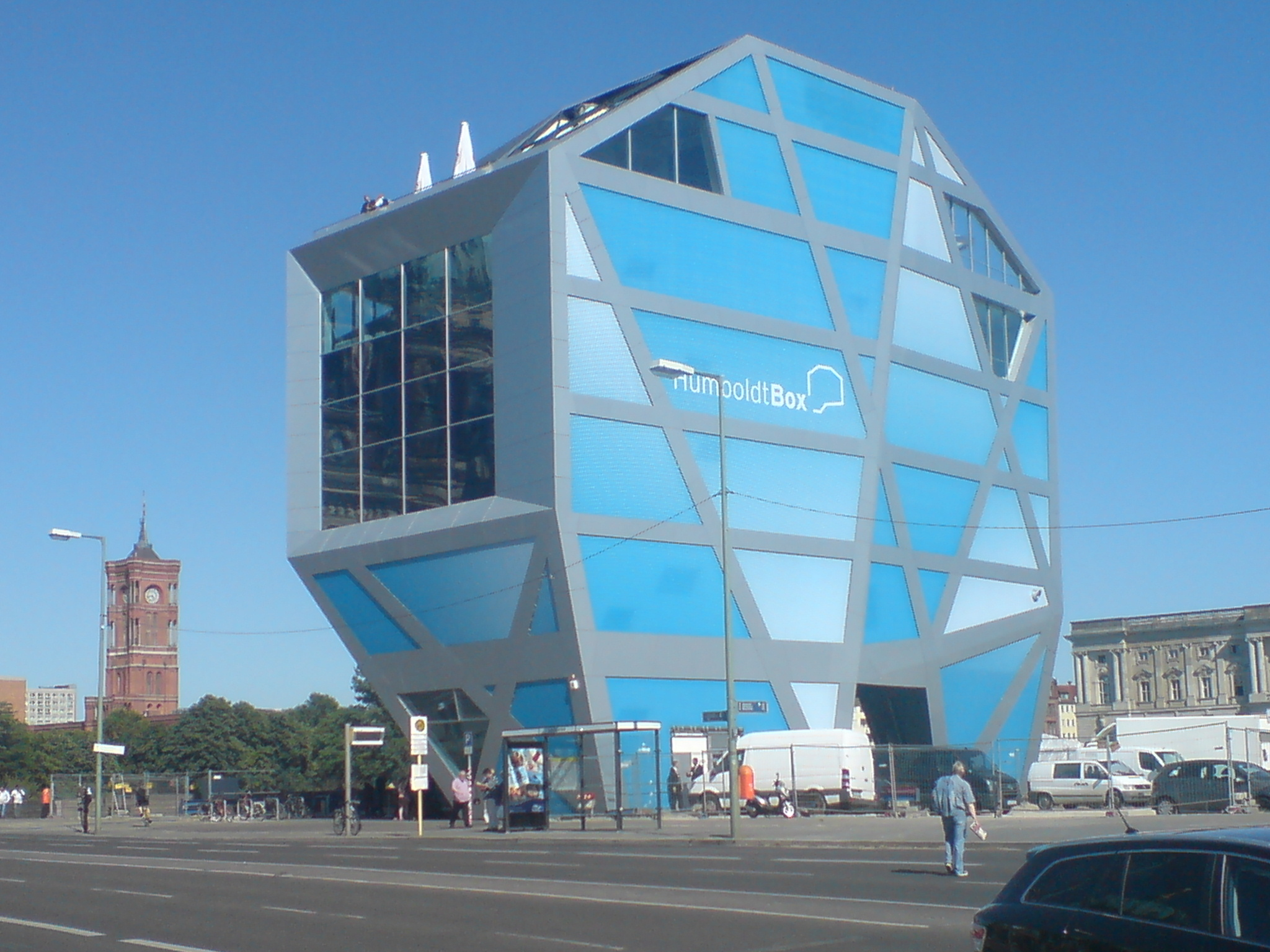
Humboldt-Box, Juni 2011

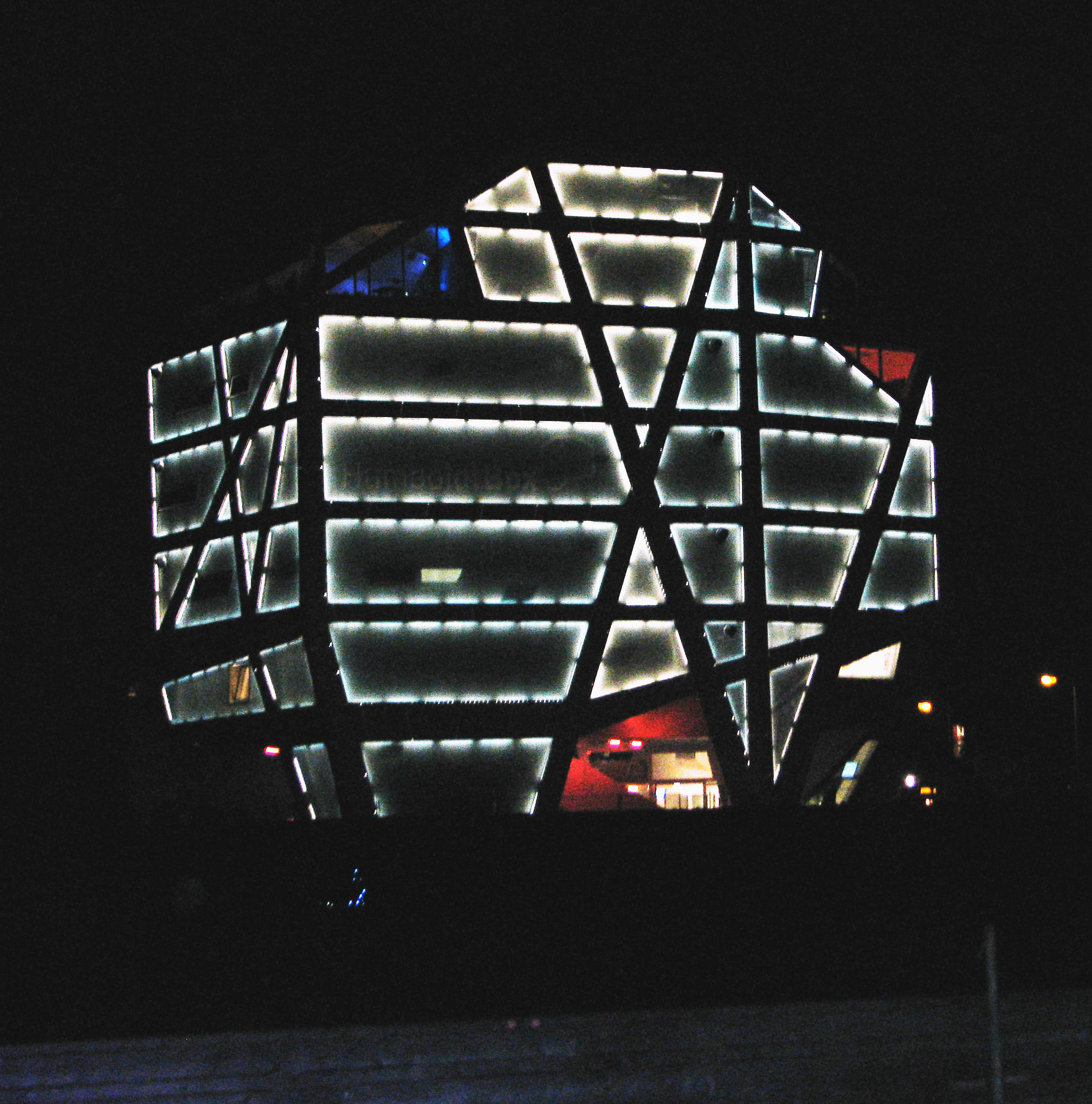
Die Humboldt-Box bei Nacht

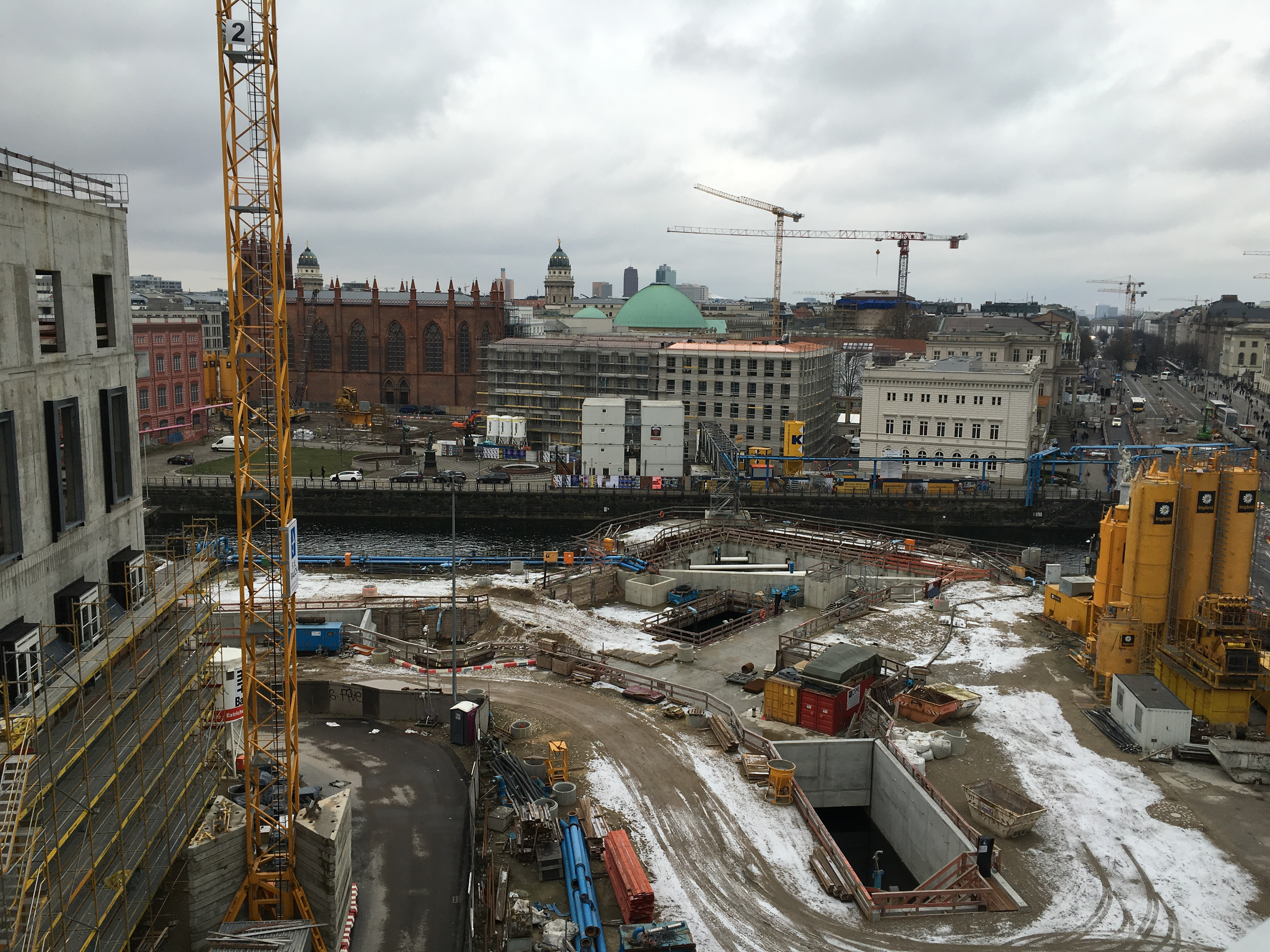
Blick aus der Humboldt-Box auf die Schloßbrücke und die im Bau befindliche U-Bahn Haltestelle Museumsinsel

Die Humboldt-Box war von 2011 bis 2018 ein zeitweiliges Ausstellungsgebäude am Berliner Schloßplatz gegenüber dem Lustgarten im Ortsteil Mitte. Während des Wiederaufbaus des Stadtschlosses und der Installation des Humboldt Forums informierte die Box über die Geschichte des Ortes und dessen museale Zukunftskonzeption. Obwohl sie ein Projekt der Berliner Senatsverwaltung für Stadtentwicklung war, wurde sie privat finanziert. Zum Zweck der Suche nach Geldgebern erfolgte eine Ausschreibung. Im September 2009 erhielt die Firma Megaposter den Zuschlag.
Ausstellungsthemen der Box waren Geschichte, Bau und Zukunft des Stadtschlosses und des Humboldt Forums sowie die Information über neue und interaktive Ausstellungskonzepte, die für das Humboldt Forum entwickelt wurden. Hier standen die außereuropäische Sammlung und globale Themen aus Kultur- und Wissenschaftswelten im Mittelpunkt. Im Jahr 2013 verzeichnete die Humboldt-Box 136.000 Besucher. Sie wurde am 16. Dezember 2018 geschlossen und danach abgebaut.

## Hintergrund
Das Gebäude mit Aussichtsterrassen und Dachrestaurant war 28 Meter hoch und hatte eine Geschossfläche von mehr als 3000 Quadratmetern. Eine Etage des Gebäudes diente auch als Veranstaltungsebene.
Die Ausstellungen in der Humboldt-Box wurden von der Stiftung Berliner Schloss – Humboldtforum sowie den zukünftigen Akteuren im Humboldt Forum, dem Ethnologischen Museum und dem Museum für Asiatische Kunst der Staatlichen Museen zu Berlin – Stiftung Preußischer Kulturbesitz und der Humboldt-Universität gestaltet. Außerdem engagierte sich der Förderverein Berliner Schloss um für Spenden zur Produktion von Repliken der Schlossfassade die im Forum integriert werden sollten zu werben.
Der Betreiber vermarktete Werbeflächen an den Fassaden des neuen Berliner Schlosses und im Umfeld der Humboldt-Box zur Finanzierung des Projekts Humboldt-Box.
Zwei Jahre nach Eröffnung der Humboldt-Box konnte der 500.000. Besucher begrüßt werden.

## Kritik
Von verschiedenen Seiten wurden die Höhe und der Standort der Box kritisiert, wodurch die Straße Unter den Linden abgeriegelt erschienen sei, auch die Sicht auf den Dom wäre teilweise verstellt worden.
Hermann Parzinger, der Präsident der Stiftung Preußischer Kulturbesitz, die die Ausstellungen in der Humboldt-Box mitgestaltete, hob hingegen hervor, dass „man die Hauptstadt nun endlich so sehen könne, wie sie vom Humboldt Forum aus aussehen würde“.
Pressestimmen
- „[Am] zentralsten Punkt der Stadt [ist] ein Gebäude entstanden, dessen asymmetrische Kubatur und knallig-türkise Farbgestaltung zwar Kritik provoziert, von der Bevölkerung aber ganz sicher begeistert aufgenommen werden wird.“[9]
- „Wunderbare Humboldt-Box“ hieß eine Titelgeschichte der Berliner Morgenpost, die die Entwicklung seit Eröffnung wertschätzte.[10]
- „Die Box als Magnet“ schrieb der Tagesspiegel [11] anlässlich des 250.000 Besuchers.
- Die FAZ nannte sie ein Provisorium, das die „zeitgemäße Form kulturstaatlichen Scheiterns“ darstelle.[8]
- „Architektonisches Monstrum in galaktischen Ausmaßen“.[12]